# Rancho Grande, Michoacán de Ocampo
Rancho Grande är en ort i Mexiko.   Den ligger i kommunen Hidalgo och delstaten Michoacán de Ocampo, i den södra delen av landet, 160 km väster om huvudstaden Mexico City. Rancho Grande ligger 2 194 meter över havet och antalet invånare är 303.
Terrängen runt Rancho Grande är huvudsakligen kuperad, men åt sydost är den bergig. Runt Rancho Grande är det ganska tätbefolkat, med 100 invånare per kvadratkilometer. Närmaste större samhälle är Ciudad Hidalgo, 10,2 km nordost om Rancho Grande. I omgivningarna runt Rancho Grande växer i huvudsak blandskog.